# 田丸稲之衛門
田丸 稲之衛門（たまる いなのえもん）は、幕末期の水戸藩士・志士。
水戸天狗党の乱において天狗党の首領として各地を転戦。越前国敦賀にて処刑された。

## 生涯
実父は山国共綿、母は田丸直諒の娘。外祖父である田丸直諒の養子となった。田丸稲之衛門は天保6年（1835年）、水戸藩馬廻組となり、同10年（1839年）、藩領検地のため、縄奉行となる。これを機に藩政改革の勢力と懇意となった。同11年（1840年）、進物番、翌12年（1841年）に大番組となり、13年（1842年）には田丸家の家督を相続し、200石となる。弘化2年（1845年）、使番を兼務し、嘉永2年（1849年）11月に書院番組頭となり、安政6年（1859年）に水戸藩目付となる。安政7年（1860年）1月、使番に転じた。順調に出世海道を歩むも、兄・山国共昌の影響もあり、尊皇攘夷派に組するようになっていった。
文久3年（1863年）には町奉行となったが、尊皇攘夷派の重鎮として信頼を集めるようになり、尊皇攘夷派が筑波山に挙兵すると、尊王派の将の一人として招かれた。これに、水戸藩親幕府勢力である諸生党が討伐の兵を挙げると、天狗党の乱が勃発し、稲之衛門ら天狗党はこれに応戦した。戦況は藩内全域に及んだが、幕府軍が尊皇攘夷派を賊軍とみなし、水戸藩諸生党と連合して天狗党鎮圧に乗り出すと、天狗党の主力部隊は降参した。
しかし、武田耕雲斎や田丸稲之衛門らの一隊はその後も尊皇の志を達すべく、京都への上洛を目指して転戦していった。下野国、陸奥国へと移動し、幕府から天狗党討伐を命ぜられた各藩と戦火を交えることとなった。しかし、天狗党の武力に真っ向から挑むだけの兵力がない藩も多く、領内の移動を黙認されたり、金銭により藩地の通交を遠慮するなどのこともあったため、天狗党は比較的容易に異動することができた。しかし、上野国から美濃国にかけて、高崎藩、諏訪藩、松本藩、大垣藩ら譜代大名の兵力と戦火を交え、やがて天狗党は北上し、北陸道から京都に向かうこととなった。やがて越前国に至ると、大遠征の中で天狗党も疲弊し、かつ越前藩や加賀藩らの大藩に対するだけの武力もなくなっていたこと、加賀藩が天狗党に同情的であったこともあり、武田、稲之衛門ら一党は加賀藩に降伏することとなった。慶應元年（1865年）2月4日、幕命により稲之衛門は賊将として敦賀の地で斬刑となる。享年61。
しかし、その後、薩長を中心に明治維新が起きると、尊皇派であった田丸の功績が認められ、明治24年（1891年）に従四位が贈位された。また靖国神社に合祀される。

## 家族
- 田丸以保子 母。中村氏。慶応元年(1865年)2月9日、獄死。享年82。靖国神社合祀[1]。
- 田丸奈津 室。慶応元年(1865年)3月25日に斬首。享年58。靖国神社合祀[1]。
- 田丸まつ 長女。慶応元年(1865年)3月25日に斬首。享年19。靖国神社合祀[1]。
- 田丸弥津 次女。福地姓。慶応元年(1865年)5月20日、水戸で病死。享年17。靖国神社合祀[1]。辞世の句は「引きつれて死出の旅路も花ざかり」。
- 田丸うめ 慶応元年(1865年)3月25日に斬首。享年10。靖国神社合祀[3]。
- 田丸誠次郎 長男。慶応元年(1865年)1月2日、水戸の獄で獄死(刑死とも)。享年2。靖国神社合祀[3]。

## 登場作品
- 青天を衝け（2021年、NHK大河ドラマ、演：木村靖司）